# Sichtbare Sliplinie

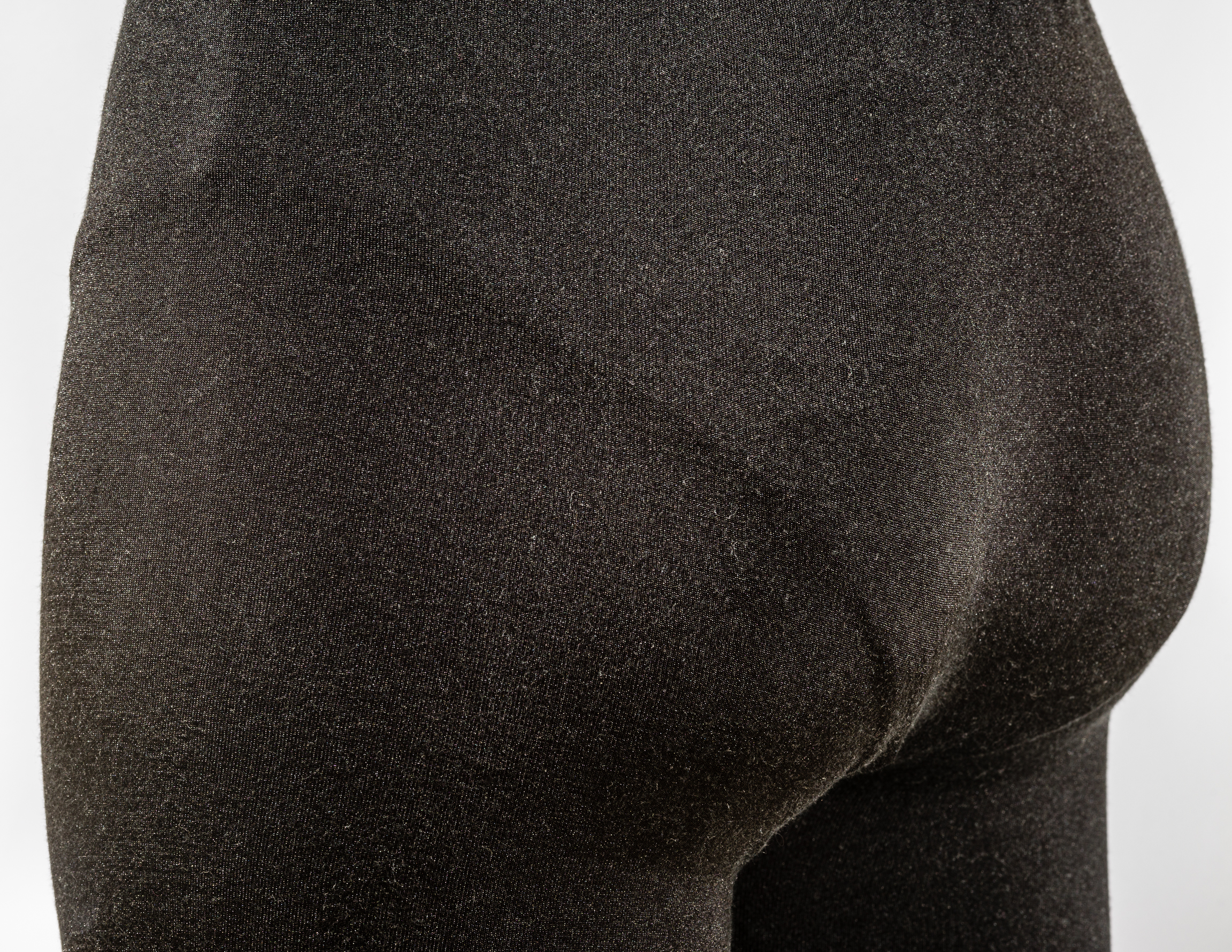
Sichtbare Sliplinie unter nahtlosen Leggings

Eine sichtbare Sliplinie, kurz SSL oder auch VPL für englisch visible panty line, ist das Abzeichnen der Unterhose unter der Oberbekleidung. Gründe hierfür können dicke Nähte, das Einschneiden der Unterwäsche durch die Passform wie auch dünner oder enganliegender Stoff der Oberbekleidung sein.
Das Akronym VPL kommt in Woody Allens Film Der Stadtneurotiker (1977) im Dialog vor, als Alvy (Allen) in Hollywood eine Party des Plattenproduzenten Tony Lacey (Paul Simon) besucht. Dem Partridge Dictionary of Slang and Unconventional English zufolge wurde das Akronym VPL durch den Film bekannt. Dort wird die sichtbare Sliplinie auch als die „allerschrecklichste Modesünde“ bezeichnet.
Manche Arten von Unterhosen beziehungsweise Unterwäsche sind dafür gedacht, eine sichtbare Sliplinie zu verhindern. Wie zum Beispiel als Shapeware bezeichnete hautfarbene Miederbodys, die den Körper ohne äußere Außennähte vom Dekolleté bis über das Knie bedecken. Stringtangas wie auch Strumpfhosen wird diese Funktion ebenfalls zugeschrieben.